# Ưng ngỗng
Ưng ngỗng (Accipiter gentilis) là một loài chim săn mồi có kích cỡ trung bình thuộc họ Accipitridae. Loài này phân bố rộng rãi ở các khu vực ôn hòa của bắc bán cầu. Chúng là loài không di trú nhưng ở các khu vực lạnh hơn thì loài này di cư về phương nam vào mùa đông.
Loài này đã được mô tả lần đầu bởi Linnaeus trong tác phẩm Systema naturae vào năm 1758 dưới tên khoa học hiện nay.
Loài ưng ngỗng này xuất hiện trên quốc kỳ Azores.

## Hình ảnh

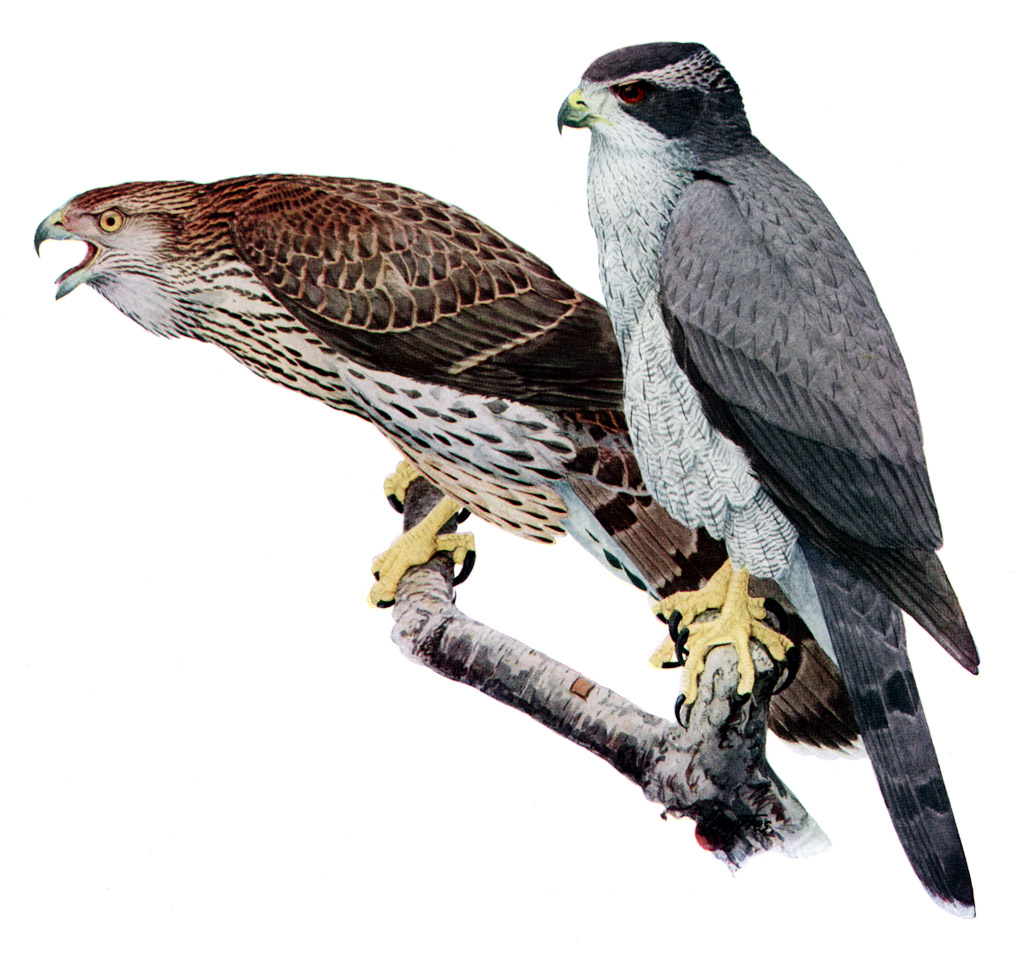
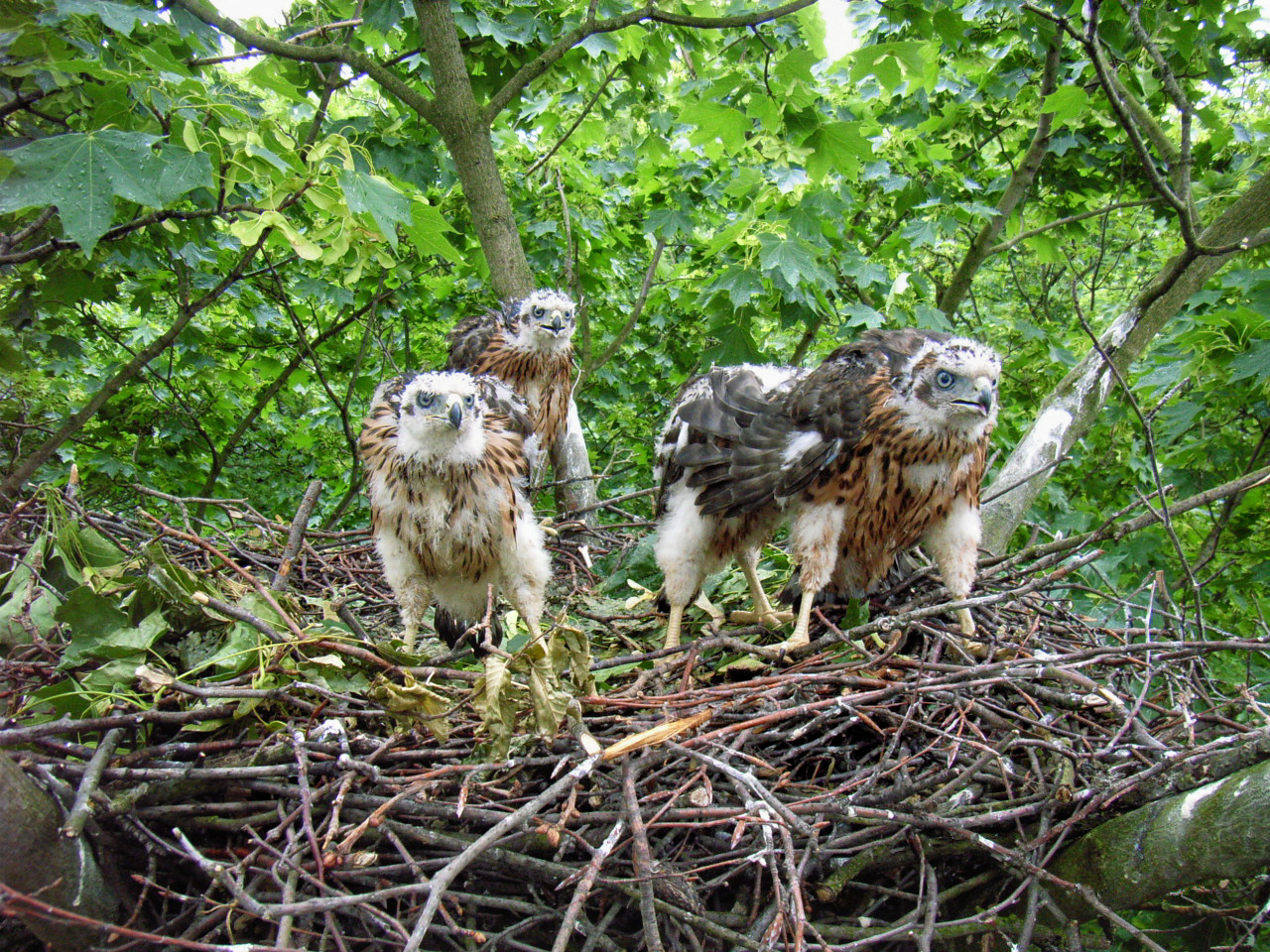
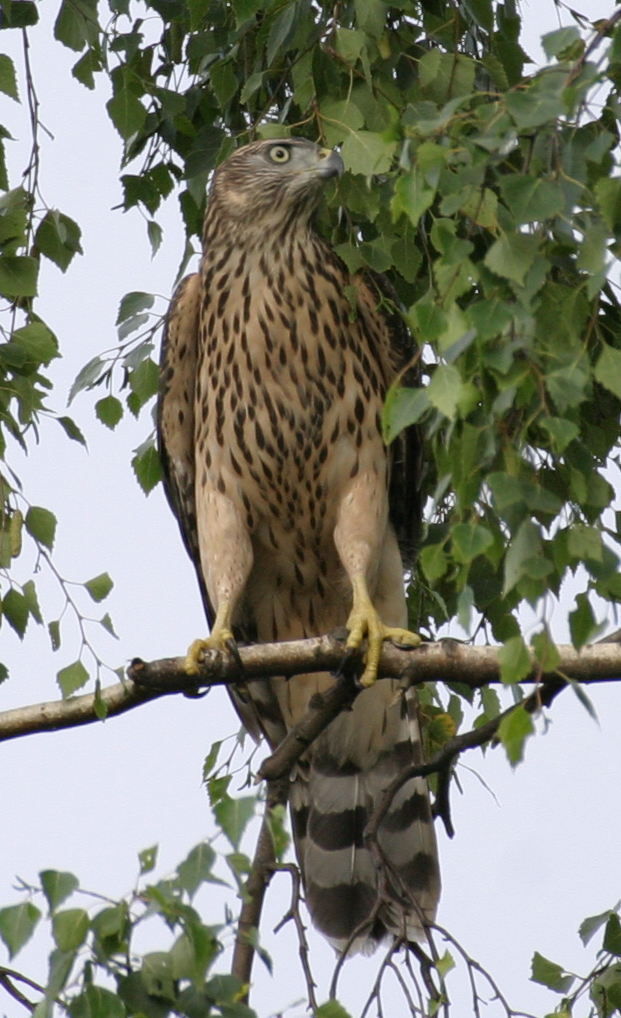
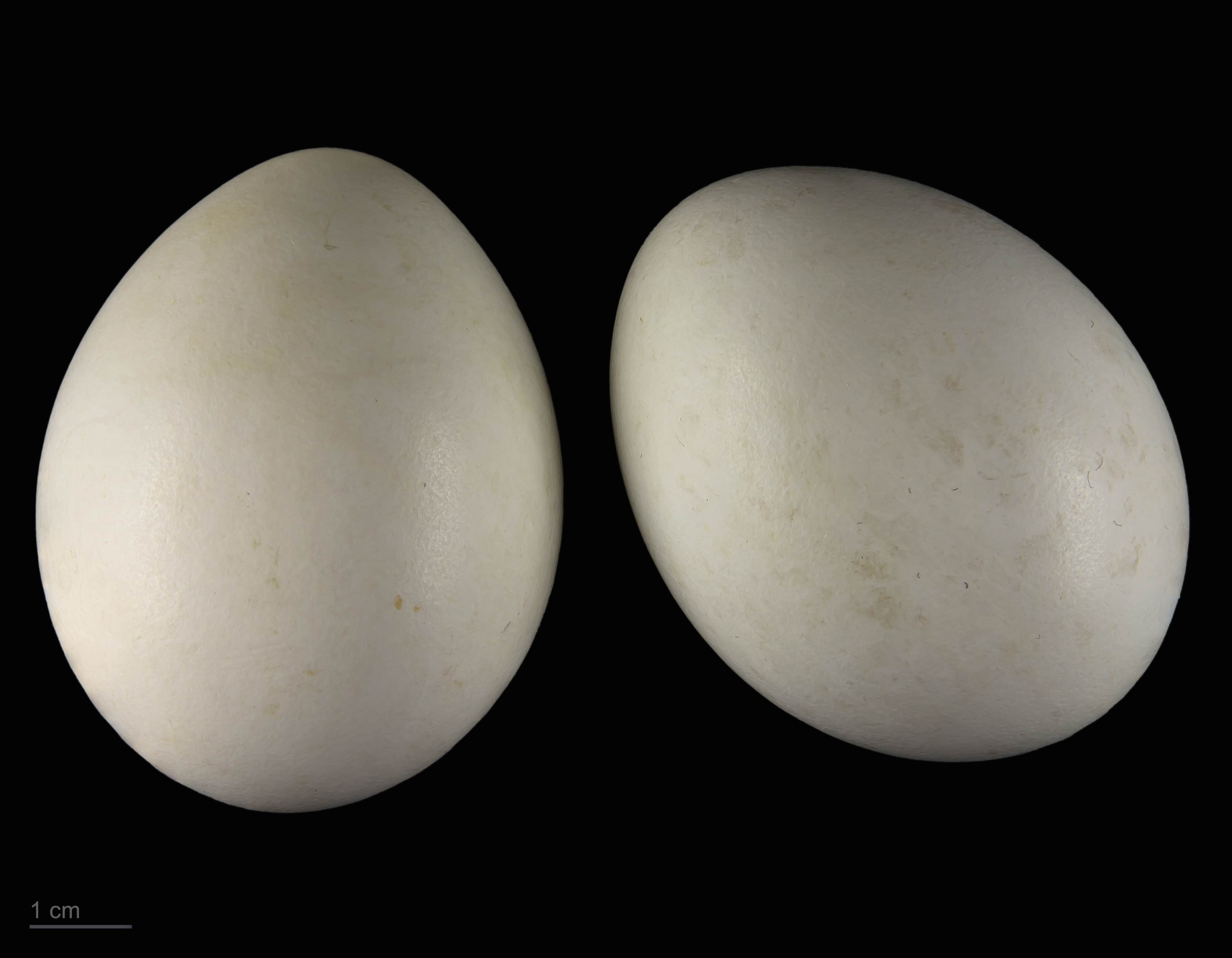
Museum specimen